# Teatro dell'Aquila
Il teatro dell'Aquila si trova a Fermo e, con una capienza di circa 1.000 posti e con 124 palchi ripartiti in 5 ordini a cornice della platea, si colloca tra i più imponenti teatri del Settecento nell'Italia centrale. Il palcoscenico di circa 350 metri quadrati e la sua acustica ne fanno una delle sale storiche più prestigiose d'Italia.

## Storia
Prima del Teatro dell'Aquila, Fermo possedeva una piccola struttura teatrale lignea ubicata nella “Sala Grande” (o dei ritratti) del Palazzo dei Priori. Nella seconda metà del Settecento tale struttura si rese sempre più insufficiente e, dopo la sua distruzione a causa di un incendio, si iniziò a pensare alla necessità di costruire un teatro con struttura architettonica idonea. 
Il 29 febbraio 1774 il Consiglio di Cernita (l'allora consiglio comunale), prese la decisione di spostare il teatro e di "..trasportarlo in sito meno pericoloso", praticamente costruendone un nuovo. Solo più tardi, però, il 21 agosto 1780 il Monsignor Andrea dei Conti Minucci, Arcivescovo e Principe di Fermo, cedette suoi terreni sui quali edificare il nuovo teatro. 
Progettato dall'architetto camerale Cosimo Morelli di Imola (1729-1812), i lavori per il nuovo teatro iniziarono nel 1780 e l'evento venne ricordato coniando una medaglia commemorativa in bronzo con il disegno simbolico di un teatro e un'iscrizione Teatrum Novuum anno Dom. M.DCCLXXX nel recto e  lo stemma della città con la scritta Firmum nel verso.
Il teatro venne inaugurato il 26 settembre 1790 riprendendo il nome della Sala dell'Aquila all'interno di Palazzo dei Priori e fu concepito con sala ovale e scena "a tre bocche".  Il triplo arcoscenico fu però subito sostituito da uno più canonico ad opera del pittore-architetto Giuseppe Lucatelli. Una nuova riforma della sala di spettacolo venne operata nel 1830 dall'architetto Pietro Ghinelli, autore del teatro delle Muse di Ancona.
Il teatro, che ha vissuto i fasti ottocenteschi con opere liriche e di prosa in contemporanea con le principali capitali europee e con la presenza dei più grandi artisti internazionali, è tornato ad essere al centro di un'ampia e prestigiosa attività artistica grazie a eccellenti interventi di restauro, fortemente voluti dal Sindaco Ettore Fedeli e dall'Assessorato ai Lavori pubblici, che nel 1997 gli hanno restituito il suo antico splendore e consentito la riapertura al pubblico dopo diversi anni di chiusura e abbandono.

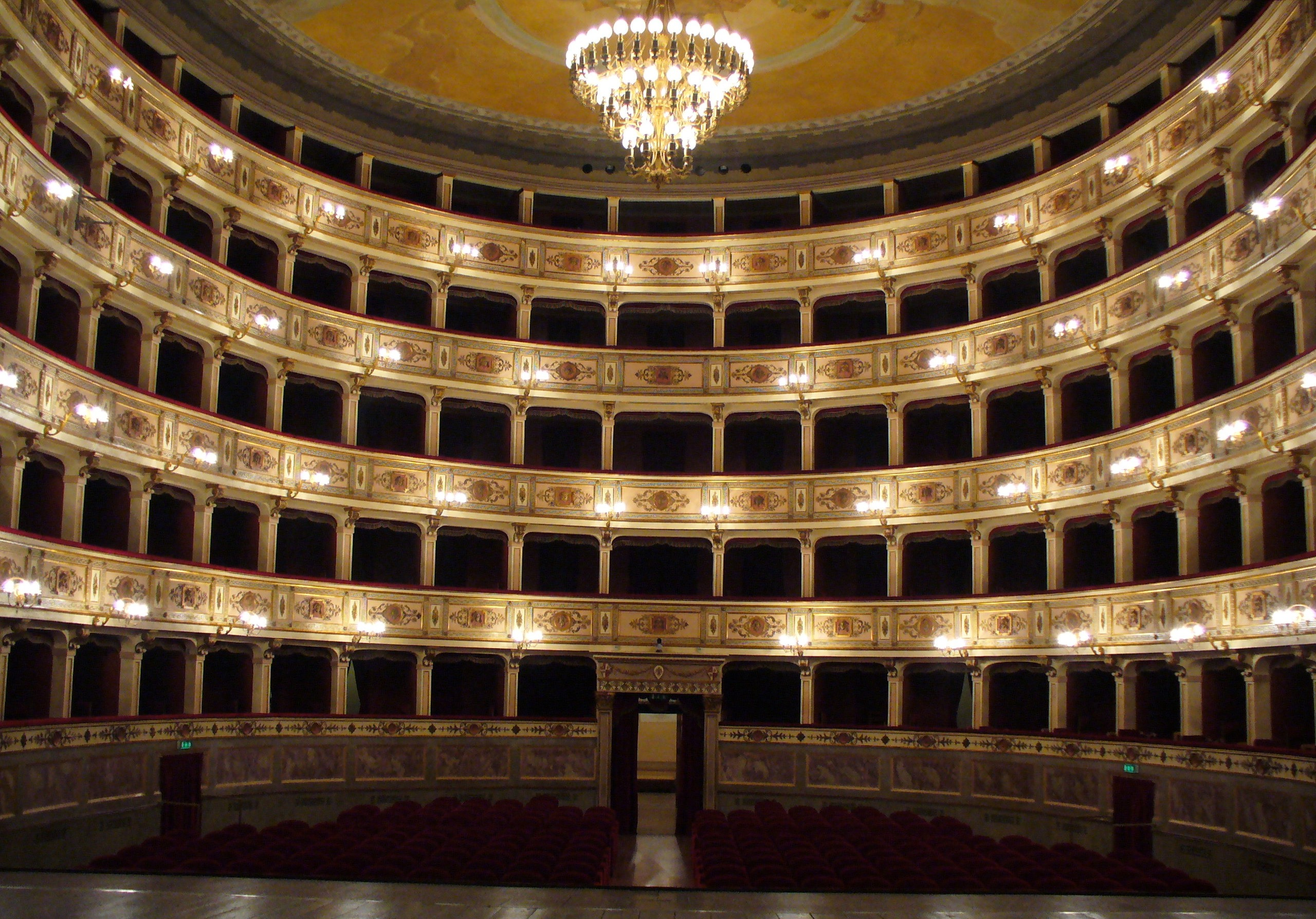
Interno del teatro

## Descrizione
La sala teatrale a ferro di cavallo consta di cinque ordini in cui sono 124 palchi ed è coperta da un soffitto decorato con un pregevole dipinto a tempera, opera di Luigi Cochetti (Roma, 1802-1884), allievo di Tommaso Minardi, raffigurante i Numi dell'Olimpo, con Giove, Giunone, le tre Grazie e le sei Ore notturne danzanti, intenti ad ascoltare il canto di Apollo. 
Al centro, pendente dal soffitto, splende un grande lampadario a 56 bracci in ferro dorato e foglie lignee, alimentato originariamente a carburo, ordinato a Parigi nel 1830.
Il sipario storico, raffigurante Armonia che consegna la cetra al genio fermano, fu dipinto dallo stesso Cochetti.
Nel 1830 Alessandro Sanquirico, il maggiore scenografo del tempo, dipinse per il Teatro alcuni fondali, di cui quattro ancora conservati.